# NGC 4172
NGC 4172 é uma galáxia espiral (S?) localizada na direcção da constelação de Ursa Major. Possui uma declinação de +56° 10' 35" e uma ascensão recta de 12 horas, 12 minutos e 14,7 segundos.
A galáxia NGC 4172 foi descoberta em 14 de Abril de 1789 por William Herschel.